# Maciste und der Sträfling Nr. 51
Maciste und der Sträfling Nr. 51 er en tysk stumfilm fra 1923 af Luigi Romano Borgnetto.

## Medvirkende
- Bartolomeo Pagano
- Karl Beckersachs
- Karl Falkenberg
- Leopold von Ledebur